# Вулканештський район
Вулкане́штський райо́н (рум. Raionul Vulcăneşti) — адміністративно-територіальна одиниця Молдавської РСР та Республіки Молдова, що існувала від 11 листопада 1940 року до 1 січня 1999 року.

## Історія
Як і більшість районів Молдавської РСР, утворено 11 листопада 1940, центр — село Вулканешти. До 16 жовтня 1949 року перебував у складі Кагульського повіту, після скасування повітового розподілу перейшов у безпосереднє республіканське підпорядкування.
Від 31 січня 1952 року до 15 червня 1953 року район входив до складу Кагульського округу, після скасування окружного поділу знову перейшов у безпосереднє республіканське підпорядкування.
У 1991—1994 роках район номінально був частиною Республіки Молдова, але фактично частково перебував на території самопроголошеної Республіки Гагаузія.
1994 року Республіку Гагаузія повернуто до складу Молдови на правах широкої автономії, а 22 липня 1995 року відповідно до Закону № 563-XIII, офіційно оформлено як автономне територіальне утворення Гагаузія. До складу АТУ Гагаузія передавалося місто Вулканешти, комуна Етулія та село Чишмікіой, які разом із селом Карбалія Тараклійського району утворили Вулканештський округ (долай). При цьому решта території збереглася як Вулканештський район Молдови; районний центр також продовжував розташовуватись у Вулканештах. Після передання згаданих сіл Вулканештський район перестав бути територіально цілісним — село Александру-Йоан-Куза виявилося відокремленим від решти району територією Гагаузії.
Від 1 січня 1999 року, після набрання чинності новим Законом про адміністративно-територіальний устрій Республіки Молдова, Вулканештський район став частиною Кагульського повіту.
2002 року, після скасування повітового поділу та повернення районного, Вулканештський район, через відсутність оформленого адміністративного центру, відновлений не був і залишився в складі Кагульського району.

## Населені пункти
До утворення АТУ Гагаузія до складу Вулканештського району входили:
- 1 місто — Вулканешти (рум. Vulcănești);[3]
- 1 населений пункт у складі міста — залізнична станція Вулканешти (рум. Vulcănești, stație c.f.);[3]
- 11 сіл, що не входять до складу комун;
- 8 сіл, що входять до складу 3 комун.

| №  | Село (комуна)        | Назва села в українській транскрипції |
| -- | -------------------- | ------------------------------------- |
| 1  | Александру-Йоан-Куза | Александру-Йоан-Куза                  |
| 2  | Александерфельд      | Александерфельд                       |
| 3  | Бурлачени            | Бурлачени                             |
| 4  | Бурлачени            | Гречени                               |
| 5  | Бринза               | Бринза                                |
| 6  | Чишмікіой            | Чишмікіой                             |
| 7  | Колібаши             | Колібаши                              |
| 8  | Кишліца-Прут         | Кишліца-Прут                          |
| 9  | Етулія               | Етулія                                |
| 10 | Етулія               | Етулія, залізнична станція            |
| 11 | Етулія               | Етулія-Ноуа                           |
| 12 | Гаваноаса            | Гаваноаса                             |
| 13 | Гаваноаса            | Миколаєвка                            |
| 14 | Гаваноаса            | Владимировка                          |
| 15 | Джурджулешти         | Джурджулешти                          |
| 16 | Южне                 | Южне                                  |
| 17 | Слобозія-Маре        | Слобозія-Маре                         |
| 18 | Вадул-луй-Ісак       | Вадул-луй-Ісак                        |
| 19 | Валени               | Валени                                |